# Сан-Хуан дель Бісентенаріо
«Сан-Хуан дель Бісентенаріо» (ісп. Estadio San Juan del Bicentenario Стадіон двохсотріччя) — футбольний стадіон, розташований в місті Сан-Хуан в Аргентині, що вміщує 25 286 глядачів. Приймає матчі місцевого футбольного клубу «Сан-Мартін».
Відкритий у 2011 році до Кубка Америки, прийнявши три матчі в рамках того турніру.

## Історія
Роботи з будівництва розпочались у березні 2009 року, загалом працювало 500 робітників, і тривали 24 місяці.
Стадіон був відкритий 16 березня 2011 року за участю губернатора провінції Сан-Хуан Хосе Луїса Хьохи, міністра національного планування Хуліо де Відо, президента Асоціації футболу Аргентини Хуліо Грондони і президента Аргентини Крістіни Фернандес де Кіршнер, яка зв'язувалась з відкриттям за допомогою телевізійного зв'язку. Після церемонії відбувся товариський футбольний матч Аргентина — Венесуела, який Аргентина виграла з рахунком 4:1, перед 30 000 глядачами. Того ж року на стадіоні відбулися групові та чвертьфінальні матчі Кубка Америки 2011 року.
У 2012 році «Бісентенаріо» прийняв перший фінал відновленого Кубка Аргентини, де «Бока Хуніорс» обіграла з рахунком 2:1 «Расінг» (Авельянеда). Через рік стадіон був одним із двох майданчиків молодіжного чемпіонату Південної Америки 2013 року і приймав матчі групи В.
У 2016 році тут знову зіграла збірна Аргентини, цього разу це був офіційний матч кваліфікації на чемпіонату світу 2018 року проти Колумбії (3:0).

## Матчі Кубка Америки 2011
| Дата          | Збірна 1 | Збірна 2  | Результат | Глядачів | Раунд       |
| ------------- | -------- | --------- | --------- | -------- | ----------- |
| 5 липня 2011  | Уругвай  | Перу      | 1:1       | 25.000   | Група С     |
| 5 липня 2011  | Чилі     | Мексика   | 2:1       | 25.000   | Група С     |
| 17 липня 2011 | Чилі     | Венесуела | 1:2       | 23.000   | Чвертьфінал |